# Ctenotus brachyonyx
Espèce
Ctenotus brachyonyx est une espèce de sauriens de la famille des Scincidae.

## Répartition
Cette espèce est endémique d'Australie. Elle se rencontre au Victoria, en Australie-Méridionale et en Nouvelle-Galles du Sud.

## Publication originale
- Storr, 1971 : The genus Ctenotus (Lacertilia: Scincidae) in South Australia. Records of the South Australian Museum, vol. 16, no 6, p. 1-15 (texte intégral).